# Club Deportivo Cuautla
El Club Deportivo Cuautla es un equipo de fútbol mexicano que actualmente milita en la Segunda División de Balompié Mexicano. Tiene como sede la ciudad de Cuautla, Morelos. El equipo es conocido como "Los Arroceros".

## Historia
Al finalizar la temporada 1954-55 el Cuautla que había quedado subcampeón de la segunda división, junto con otros 2 equipos de segunda (Zamora y Querétaro 3.er y 4.º lugar de la Segunda división respectivamente) y 2 de primera (Atlante y Marte undécimo y duodécimo lugar de la Primera división respectivamente), fueron invitados a una liguilla de promoción para aumentar el número de equipos a 14 en primera división. Al final de la liguilla el Atlante permaneció en Primera, ascendieron el Club Zamora y el Cuautla, descendió el Club Deportivo Marte y el Querétaro permaneció en Segunda División.
Participó en primera división por 4 temporadas hasta que ocurre el descenso en la temporada 1958-59 siendo dirigidos por el mexicano Donato Alonso.
No regresaría a la primera división pero tuvo otras 2 oportunidades de regresar, la primera en 1971-72 y la segunda en 1978-79, pero en las dos ocasiones fue derrotado por los Zorros del Atlas y perdería la oportunidad de ascender.
En la década de los años 80 el equipo fue sucursal de las "Águilas" del América, en lo que todavía era conocida como Segunda División Nacional, lo que no fue muy aceptado por la población morelense. Años después terminó esta relación.
Actualmente el equipo juega en la Segunda División de México, siendo esta la tercera de mayor importancia en este momento, bajo el nombre de Club Arroceros de Cuautla.
El 16 de febrero de 2022 se dio a conocer la exclusión del equipo de la Segunda División de México debido a que la directiva no pudo hacer frente al pago de las deudas contraídas ante la liga y la Federación Mexicana de Fútbol. Haciendo esto, el fin de su existencia

## Estadio
El Estadio Isidro Gil Tapia es un estadio multiusos de la ciudad de Cuautla en el estado de Morelos. Su principal utilización es para el fútbol y tiene una capacidad para 5000 espectadores. Es el quinto estadio más grande del estado de Morelos, solo después del Coruco Díaz de Zacatepec, el Mariano Matamoros de Xochitepec, el Centenario de Cuernavaca, y el Olímpico de Oaxtepec.

## Entrenadores
- Mario Hernández Calderón (2017-2018)
- Mauricio Hernández (2018-2019)
- Carlos González (2019)
- Diego Díaz (2019-2020)
- Carlos González (2020)
- Carlos Ramón Figueroa (2020)
- Guillermo Gómez (2020-2021)
- Carlos González (2021)
- Alexis Bañuelos (2021-).

## Indumentaria

### Uniformes anteriores
- 2020-2021

| Primer Uniforme | Segundo Uniforme |

## Palmarés
| Competición nacional             | Títulos | Subcampeonatos    |
| -------------------------------- | ------- | ----------------- |
| Segunda División de México (0/2) |         | 1954-55 , 1978-79 |

## Temporadas
| Temporada       | División          | Posición                |
| --------------- | ----------------- | ----------------------- |
| Revolución 2011 | 4.Segunda LNT     | 5.º Grupo I             |
| Revolución 2011 | 4.Segunda LNT     | 2.º Grupo I (Semifinal) |
| Apertura 2011   | 4.Segunda LNT     | Grupo I                 |
| Clausura 2012   | 4.Segunda LNT     | Grupo I                 |
| Apertura 2012   | 4.Segunda LNT     | Grupo I                 |
| Clausura 2013   | 4.Segunda LNT     | Grupo I                 |
| Apertura 2013   | 4.Segunda LNT     | 5.º G1(Semifinal)       |
| Clausura 2014   | 4.Segunda LNT     | 5.º G1 (Cuartos)        |
| Apertura 2014   | 4.Segunda LNT     | G1                      |
| Clausura 2015   | 4.Segunda LNT     | 6.º G1(Cuartos)         |
| Apertura 2015   | 4.Segunda LNT     | 2.º G2 (Semifinal)      |
| Clausura 2016   | 4.Segunda LNT     | 7.º G2                  |
| Apertura 2016   | 4.Segunda LNT     | 3.º Grupo III           |
| Clausura 2017   | 4.Segunda LNT     | 2.º GIII (Semifinal)    |
| Apertura 2017   | 4.Segunda Serie B | 8.º Grupo II            |
| Clausura 2018   | 4.Segunda Serie B | 11.º Grupo II           |
| 2018/2019       | 4.Segunda Serie B | 11.º                    |
| 2019/2020       | 4.Segunda Serie B | 6.º                     |
| 2020/2021       | 3.Segunda Serie A | 10.º. Grupo II          |
| Apertura 2021   | 4.Segunda Serie B | 3.º                     |